# Vĩnh Lợi, Châu Thành (An Giang)
Vĩnh Lợi là một xã thuộc huyện Châu Thành, tỉnh An Giang, Việt Nam.
Tổng diện tích tự nhiên: 2.638 ha; Trong đó đất sản xuất nông nghiệp 2.323,06 ha, đất phi nông nghiệp 314,94 ha.
Tổng số 1.458 hộ. Dân cư gồm người Kinh chiếm: 99,7%, dân tộc Khmer chiếm: 0,3%.
Tổng diện tích gieo trồng hằng năm là 6.955,18 ha (Trong đó: Lúa 6.847,18 ha, rau hoa màu 81 ha, vườn cây ăn trái 27 ha). Năng suất bình quân 6,5 tấn/ha; sản lượng 44.684 tấn.
Tổng đàn gia súc, gia cầm trên địa bàn xã là 16.757 con, đạt 108,46 % so kế hoạch (Trong đó: gia súc 459 con, gia cầm 16.298 con).
Tổng diện tích ao đầm trên toàn xã là 8,34 ha, trong đó cá tra giống 6 ha, sản lượng 120 tấn/năm; Cá khác 2,34 ha, sản lượng 2,2 tấn/năm; Lươn: 0,02 ha, sản lượng 950 kg/năm; Diện tích lồng bè 4 cái/48m3 chủ yếu nuôi cá bống tượng.
Cơ sở thương mại dịch vụ, tiểu thủ công nghiệp có 275 cơ sở.
Tỷ lệ trường đạt chuẩn quốc gia: có 03 trường chưa đạt.
Số hộ dân được sử dụng điện từ các nguồn: có 1.432 hộ, đạt tỷ lệ 98,15%.
Số hộ dân có nhà ở đạt tiêu chuẩn của Bộ Xây dựng: có 1.150 hộ, chiếm tỷ lệ 76,92%.
Số hộ sử dụng nước sạch trên toàn xã là 1.141 hộ đạt tỷ lệ 78,20%.
Thu nhập bình quân đầu người năm 2018 đạt 38,79 triệu đồng/người so với mức thu nhập bình quân chung của tỉnh.
Tỷ lệ lao động có việc làm qua đào tạo: có 1.540 người, chiếm 25,24%.
Tỷ lệ hộ nghèo: có 47 hộ nghèo, chiếm tỷ lệ 3,22%, 170 hộ cận nghèo chiếm tỷ lệ 11,65%.
Tỷ lệ người dân tham gia BHYT: số người tham gia BHYT của xã năm 2019 là 5.274 người, đạt 83,91% dân số.
Số ấp đạt tiêu chuẩn ấp văn hóa theo quy định: có 04/04 ấp, đạt tỷ lệ 100%.
Tỷ lệ xử lý rác thải trên địa bàn là 1.022/1459 hộ, đạt tỷ lệ 70,05% hộ.
(Cập nhật 03/2020)

## Địa lý
Xã Vĩnh Lợi nằm ở phía đông nam huyện Châu Thành, có vị trí địa lý:
- Phía đông giáp xã Hòa Bình Thạnh
- Phía tây giáp xã Vĩnh Nhuận
- Phía nam giáp xã Vĩnh Thành
- Phía bắc giáp các xã Hòa Bình Thạnh, Cần Đăng, Vĩnh Hanh.

Xã có diện tích 26,45 km², dân số năm 2019 là 5.193 người, mật độ dân số đạt 196 người/km².

## Hành chính
Xã Vĩnh Lợi được chia thành 4 ấp: Hòa Lợi 1, Hòa Lợi 2, Hòa Lợi 3 và Hòa Lợi 4.

## Lịch sử
Quyết định số 181/QĐ-CP ngày 25 tháng 04 năm 1979 của Hội đồng Chính phủ về việc điều chỉnh địa giới và đổi tên một số xã, thị trấn thuộc tỉnh An Giang, chia tách xã Vĩnh Hanh như sau, tách 1/2 ấp Vĩnh Bình và 1/3 ấp Vĩnh Thuận lập thành xã Vĩnh Bình, tách ấp Hòa Lợi của xã Hòa Bình Thạnh, một phần ấp Đông Phú 2 của xã Vĩnh Nhuận lập thành một xã lấy tên là xã Vĩnh Lợi.
Quyết định 300-CP ngày 23 tháng 08 năm 1979 của Hội đồng Bộ trưởng, chia huyện Châu Thành thành hai huyện lấy tên là huyện Châu Thành và huyện Thoại Sơn, xã Vĩnh Lợi thuộc huyện Châu Thành.